# Aleurochiton acerinus
Aleurochiton acerinus là một loài côn trùng cánh nửa trong họ Aleyrodidae, phân họ Aleyrodinae.
Aleurochiton acerinus được Haupt miêu tả khoa học đầu tiên năm 1934.